# Município de Richfield (condado de Summit, Ohio)
O município de Richfield (em inglês: Richfield Township) é um município localizado no condado de Summit no estado estadounidense de Ohio. No ano de 2010 tinha uma população de 6.165 habitantes e uma densidade populacional de 93,26 pessoas por km².

## Geografia
O município de Richfield encontra-se localizado nas coordenadas 41° 13′ 59″ N, 81° 38′ 38″ O. Segundo a Departamento do Censo dos Estados Unidos, o município tem uma superfície total de 66.11 km², da qual 66,01 km² correspondem a terra firme e (0,15 %) 0,1 km² é água.

## Demografia
Segundo o censo de 2010, tinha 6.165 habitantes residindo no município de Richfield. A densidade populacional era de 93,26 hab./km². Dos 6.165 habitantes, o município de Richfield estava composto pelo 95,78 % brancos, o 1,05 % eram afroamericanos, o 0,1 % eram amerindios, o 1,77 % eram asiáticos, o 0,15 % eram de outras raças e o 1,15 % pertenciam a duas ou mais raças. Do total da população o 0,73 % eram hispanos ou latinos de qualquer raça.